# Черна (комуна)
Черна (рум. Cerna) — комуна у повіті Тулча в Румунії. До складу комуни входять такі села (дані про населення за 2002 рік):
- Дженерал-Прапорджеску (205 осіб)
- Мірча-Воде (595 осіб)
- Траян (1210 осіб)
- Черна (2217 осіб) — адміністративний центр комуни

Комуна розташована на відстані 188 км на північний схід від Бухареста, 41 км на захід від Тулчі, 104 км на північ від Констанци, 43 км на південний схід від Галаца.

## Населення
За даними перепису населення 2002 року у комуні проживали 4227 осіб.
Національний склад населення комуни:
| Національність   | Кількість осіб | Відсоток |
| ---------------- | -------------- | -------- |
| румуни           | 4218           | 99,8%    |
| росіяни-липовани | 2              | < 0,1%   |
| турки            | 2              | < 0,1%   |

Рідною мовою назвали:
| Мова      | Кількість осіб | Відсоток |
| --------- | -------------- | -------- |
| румунська | 4220           | 99,8%    |
| німецька  | 1              | < 0,1%   |
| російська | 1              | < 0,1%   |
| турецька  | 1              | < 0,1%   |

Склад населення комуни за віросповіданням:
| Релігія       | Кількість осіб | Відсоток |
| ------------- | -------------- | -------- |
| православні   | 4209           | 99,6%    |
| римо-католики | 11             | 0,3%     |
| адвентисти    | 6              | 0,1%     |
| мусульмани    | 1              | < 0,1%   |